# 6,35 mm Browning

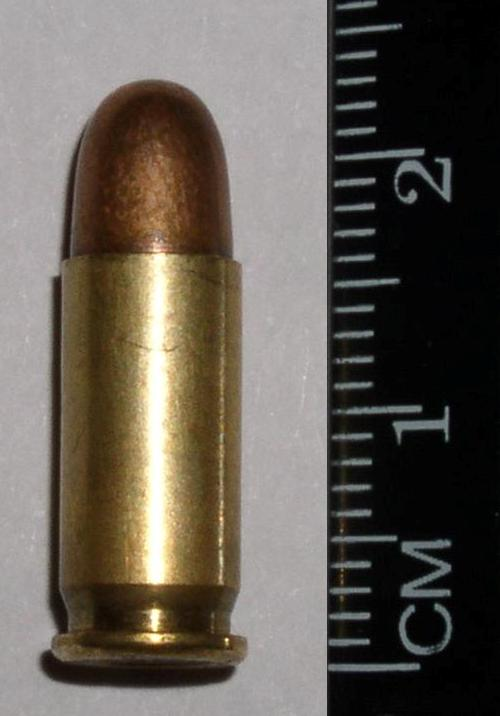
Náboj 6,35 mm Browning/.25 ACP

Náboj 6,35 mm Browning je pistolový náboj se středovým zápalem zkonstruovaný Johnem Browningem v roce 1906 pro pistoli FN M1906. V roce 1908 jej převzala americká firma Colt pod označením .25 Automatic, nověji .25 ACP (Automatic Colt Pistol). Tyto náboje jsou proto identické a jejich značení (a značení na zbraních pro ně laborovaných) vychází z toho, zda byly vyrobeny v Evropě či na americkém kontinentu. Je určen pro zbraně s neuzamčeným závěrem. Jsou pro něj často komorovány tzv. kapesní zbraně.

## Výkon
Tento náboj umožňuje použití velmi kompaktních a lehkých zbraních. Ale jeho dostřel a zastavovací schopnosti jsou velmi malé, srovnatelné s nábojem .22 LR. I přesto, že .22 LR má při stejné délce hlavně vyšší energii, 6,35 mm Browning je na sebeobranu vhodnější díky své mnohem větší spolehlivosti. Kvůli svému malému výkonu a zastavovacímu účinku není považován za vhodný pro sebeobranu.
Úsťová rychlost tohoto náboje se střelou o hmotnosti 3,3 g (50 gr) je přibližně 230 m/s.

## Příklady zbraní komorovaných na tento náboj
- FN M1905
- CZ 36, CZ 45, CZ 92
- Beretta 950
- Beretta 418
- Little Tom
- Walther Model 3
- Walther TP
- Walther TPH

## Synonyma názvu
Náboj 6,35 mm Browning bývá uváděn pod dalšími názvy:
- .25 ACP
- .25 Auto
- .25 Automatic
- 6,35 Browning
- 6,35 mm ACP
- 6,35 × 15,5 mm